# Estêvão de Ataíde
D. Estêvão de Ataíde foi um militar português, duas vezes governador de Moçambique, que se distinguiu por ter defendido, com sucesso, a Ilha de Moçambique e a sua fortaleza dos ataques e cercos conduzidos pelos holandeses, entre 1607 e 1609. Segundo o historiador britânico Edgar Prestage, essa defesa "salvou, não somente a própria fortaleza, mas o domínio português no Oriente e na África Oriental".
D. Estêvão de Ataíde foi descrito pelo seu contemporâneo, o navegador e explorador francês François Pyrard de Laval, como sendo "um corajoso e galhardo fidalgo".

## Biografia
Era filho de D. Álvaro de Ataíde, capitão das Molucas, entre 1571 e dezembro de 1574, e de sua mulher, D. Jerónima de Castro do Canto. Sendo assim bisneto, na linha paterna, de outro D. Álvaro de Ataíde, senhor da Castanheira, Povos e Cheleiros (filho segundogénito do 1.º conde de Atouguia), participante na conspiração do Duque de Viseu contra o Rei D. João II.
Desconhece-se a data exata do seu nascimento, mas tendo em conta que os seus avós maternos casaram em 1544, é provável que tenha ocorrido em redor do ano de 1570.
A sua nomeação para o cargo de capitão-general de Moçambique foi feita no contexto da ameaça de um próximo ataque holandês, que já se adivinhava e que muito preocupava o soberano da União Ibérica. 
De facto, numa carta de 18 de janeiro de 1607, dirigida ao vice-rei da Índia, D. Martim Afonso de Castro, o Rei Filipe II de Portugal escreveu que, se os holandeses conseguissem ocupar a fortaleza de Moçambique, "seria total impedimento para a navegação das minhas armadas para essas partes, por ser ordinário irem-na demandar, assi a ida como a vinda, e muitas vezes lhes ser necessário invernar nella, de mais da muita riqueza d’estas províncias, que com a dita fortaleza se sustentam e defendem."
Entre 1607 e 1609, D. Estêvão de Ataíde liderou assim uma defesa tenaz das forças portuguesas contra as investidas dos holandeses, que acabariam por desistir das suas tentativas de ocupar a ilha em 1609, levantando finalmente o cerco e partindo em direção às ilhas de Sonda. Este feito militar português seria celebrado mais tarde, numa obra publicada em Madrid, no ano de 1633, mas escrita antes de 1611, por uma testemunha ocular dos combates, o soldado português António Durão. 
O livro, escrito em espanhol, com o título "Cercos de Mocambiqve, defendidos por Don Esteban de Atayde capitan-general, y gouernador de aquella plaça", faz a descrição detalhada, em estilo narrativo e factual, das operações militares da defesa da ilha de Moçambique. O autor informa ter escrito o seu texto dentro da fortaleza de Moçambique e, de uma carta que dirige ao filho de D. Estevão de Ataíde, publicada nas primeiras páginas do livro, depreende-se que o manuscrito foi enviado ao próprio governador em março de 1611, embora a publicação final só tenha saído 22 anos mais tarde.
D. Estêvão de Ataíde mostrou grandes qualidades de comando, e de coragem pessoal, entre 1607 e 1609. Porém, logo após o levantamento do cerco de 1609, ao ser nomeado em julho do mesmo ano pelo vice-rei da Índia, Rui Lourenço de Távora, para o cargo e título de Conquistador das Minas de Monomotapa, as coisas não lhe correram de feição.
Revelou falta de tacto político e diplomático, ao recusar-se a continuar a enviar o tributo ao Império Monomotapa, que os capitães portugueses tradicionalmente pagavam, para poderem comerciar nessas terras. Daí resultou uma situação de conflito militar entre os portugueses e as forças do Monomotapa e, no final, Ataíde não conseguiu descobrir as minas de ouro e prata que, desde a malograda expedição de Francisco Barreto, em 1569, a coroa portuguesa persistia em tentar alcançar.

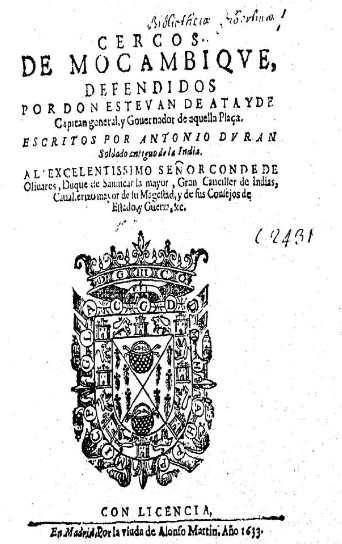
Fronstispício do livro do soldado português António Durão, Cercos de Moçambique defendidos por D. Estêvão de Ataíde, publicado em Madrid, em espanhol, no ano de 1633

D. Estêvão fora entretanto nomeado, em 1611, para um segundo mandato de governador de Moçambique. 
Porém, logo em maio de 1612, o Rei de Portugal, insatisfeito com o desempenho de Ataide após 1509, escreveu ao novo vice-rei da Índia, D. Jerónimo de Azevedo, dando instruções no sentido de ser anulado o contrato feito entre Rui Lourenço de Távora e D. Estêvão, para a conquista das minas do Monomotapa, e ordenando ainda que Ataíde se dirigisse a Goa e que a sua administração fosse devassada.
Pouco depois, em 1613, Filipe II de Portugal subiu o tom e determinou que D. Estêvão de Ataíde partisse preso para Lisboa e que se sequestrassem os seus bens. Mas D. Estêvão morreu nesse mesmo ano, vitimado por febres tropicais. A morte salvou-o assim do cumprimento da sentença real; e o seu rico espólio foi aplicado às despesas de reparos na fortaleza de S. Sebastião, que tão bem soubera defender por duas vezes.
D. Estêvão de Ataíde jaz sepultado na Igreja dos Jesuítas da Ilha de Moçambique.
Sucedeu-lhe no cargo, como governador interino, Diogo Simões de Madeira, e depois, como governador nomeado pelo Rei, em 1613, o seu parente (tal como D. Estêvão, trineto do 1.º Conde de Atouguia), D. João de Azevedo, irmão do Vice-Rei da Índia, o acima referido D. Jerónimo de Azevedo.

## Casamento e descendência
Casou com D. Mariana de Noronha, filha de D. Afonso de Noronha e de Joana de Miranda, e desse casamento nasceram:
- D. Álvaro de Ataíde, Capitão-mór de Elvas e 2.º Administrador da Capela de sua avó materna, Dona Jerónima de Castro do Canto; não casou, nem teve geração conhecida.

- D. Ana de Noronha, que casou em Lisboa, Loreto,[11] 18.de dezembro de 1627, com Jorge de Albuquerque; sem geração.